# Oliver Brown
Oliver Brown (ur. 18 sierpnia 1994 w Sheffield) – angielski snookerzysta . Na początku sezonu 2022/2023 przeszedł na zawodowstwo. Po zwycięstwie w  Mistrzostwach Europy w Snookerze EBSA w październiku 2021 roku uzyskał dwuletnią kartę World Snooker Tour.

## Kariera
Brown po raz pierwszy w sezonie 2013/2014 wziął udział w jakimkolwiek wydarzeniu rankingowym. Jednak w pierwszej fazie kwalifikacji Australian Open przegrał z Joelem Walkerem 3-5. Brown zakwalifikował się do swojego pierwszego etapu turnieju rankingowego w październiku 2013 r., pokonując Nigela Bonda w etapie kwalifikacyjnym wynikiem 6–3 w International Championship. Jednak w pierwszej rundzie w Chengdu przegrał z Markiem Davisem 6–4.
W pierwszym turnieju rankingowym sezonu 2014/15 Brown zmierzył się z chińską gwiazdą snookera Dingiem Junhui w turnieju Wuxi Classic. Pokonał Dinga 5–0 w zdecydowanym stylu, kwalifikując się do drugiego turnieju rankingowego. Brown kontynuował dobrą passę w Chinach, pokonując Olivera Linesa 5–1 w ostatnim etapie, zanim przegrał z Martinem Gouldem 5–1. Brown wziął udział w drugim turnieju rankingowym sezonu, Australian Goldfields Open. Aby dostać się do etapu głównego, musiał rozegrać cztery rundy kwalifikacyjne. Ostatecznie pokonał Andrew Normana 5–3, Dave’a Harolda 5–1 i Gary’ego Wilsona 5–3, zanim w ostatniej rundzie kwalifikacyjnej przegrał z Tomem Fordem 1-5.
Brown zakwalifikował się do International Championship pokonując Jamiego Cope’a i przegrywając 1-6 z Markiem Williamsem w pierwszej rundzie. Brown trafił na aktualnego mistrza świata Marka Selby'ego w pierwszej rundzie turnieju UK Championship i przegrał 0-6. Na turnieju Welsh Open pokonał Mike’a Dunna 4–3 i faworyta gospodarzy Ryana Daya 4–1, docierając tym samym po raz drugi w tym sezonie do 1/32 finału turnieju rankingowego. Brown poniósł porażkę 0-4 z Lucą Brecelem, a jego sezon zakończył się dotkliwą porażką 1-10 z Liamem Highfieldem w pierwszej rundzie kwalifikacji do Mistrzostw Świata. Wystartował w Q School, ale udało mu się wygrać tylko dwa mecze, co uniemożliwiło mu udział w kolejnym sezonie zawodowym.

## Występy w turniejach w karierze
| Ranking                      |                     | [ i ]               | [ i ]               | [ i ]               | [ i ]               | [ i ]               | [ i ]         | [ i ]         | [ i ]         | [ i ]         | [ i ]         | [ i ]         |               | 91            | [ ii ]        |               |               |               |               |               |               |               |               |               |               |               |
| Turnieje rankingowe          |                     |                     |                     |                     |                     |                     |               |               |               |               |               |               |               |               |               |               |               |               |               |               |               |               |               |               |               |               |
| Championship League          | nierankingowy       | nierankingowy       | nierankingowy       | nierankingowy       | nierankingowy       | nierankingowy       | nierankingowy | nierankingowy | nierankingowy | nierankingowy | RR            | RR            | RR            | RR            | RR            |               |               |               |               |               |               |               |               |               |               |               |
| European Masters             | nie rozegrano       | nie rozegrano       | nie rozegrano       | nie rozegrano       | nie rozegrano       | nie rozegrano       | A             | A             | A             | A             | A             | A             | 1R            | 1R            |               |               |               |               |               |               |               |               |               |               |               |               |
| British Open                 | nie rozegrano       | nie rozegrano       | nie rozegrano       | nie rozegrano       | nie rozegrano       | nie rozegrano       | nie rozegrano | nie rozegrano | nie rozegrano | nie rozegrano | nie rozegrano | A             | LQ            | 1R            | LQ            |               |               |               |               |               |               |               |               |               |               |               |
| English Open                 | nie rozegrano       | nie rozegrano       | nie rozegrano       | nie rozegrano       | nie rozegrano       | nie rozegrano       | A             | A             | A             | A             | A             | A             | LQ            | 1R            |               |               |               |               |               |               |               |               |               |               |               |               |
| Wuhan Open                   | nie rozegrano       | nie rozegrano       | nie rozegrano       | nie rozegrano       | nie rozegrano       | nie rozegrano       | nie rozegrano | nie rozegrano | nie rozegrano | nie rozegrano | nie rozegrano | nie rozegrano | nie rozegrano | LQ            | LQ            |               |               |               |               |               |               |               |               |               |               |               |
| Northern Ireland Open        | nie rozegrano       | nie rozegrano       | nie rozegrano       | nie rozegrano       | nie rozegrano       | nie rozegrano       | A             | A             | A             | A             | A             | A             | LQ            | LQ            |               |               |               |               |               |               |               |               |               |               |               |               |
| International Championship   | nie rozegrano       | nie rozegrano       | A                   | 1R                  | 1R                  | A                   | A             | A             | A             | A             | nie rozegrano | nie rozegrano | nie rozegrano | LQ            |               |               |               |               |               |               |               |               |               |               |               |               |
| UK Championship              | A                   | A                   | A                   | A                   | 1R                  | A                   | A             | A             | A             | A             | A             | A             | LQ            | LQ            |               |               |               |               |               |               |               |               |               |               |               |               |
| Shoot Out                    | nierankingowy       | nierankingowy       | nierankingowy       | nierankingowy       | nierankingowy       | nierankingowy       | 1R            | 1R            | A             | A             | 1R            | A             | 1R            | 2R            |               |               |               |               |               |               |               |               |               |               |               |               |
| Scottish Open                | nie rozegrano       | nie rozegrano       | MR                  | nie rozegrano       | nie rozegrano       | nie rozegrano       | A             | A             | A             | A             | A             | A             | LQ            | LQ            |               |               |               |               |               |               |               |               |               |               |               |               |
| World Grand Prix             | nie rozegrano       | nie rozegrano       | nie rozegrano       | nie rozegrano       | NR                  | DNQ                 | DNQ           | DNQ           | DNQ           | DNQ           | DNQ           | DNQ           | DNQ           | DNQ           |               |               |               |               |               |               |               |               |               |               |               |               |
| German Masters               | A                   | A                   | A                   | A                   | LQ                  | A                   | A             | A             | A             | A             | A             | A             | LQ            | 1R            |               |               |               |               |               |               |               |               |               |               |               |               |
| Welsh Open                   | A                   | A                   | A                   | A                   | 3R                  | A                   | A             | A             | A             | A             | A             | A             | LQ            | LQ            |               |               |               |               |               |               |               |               |               |               |               |               |
| Players Championship         | DNQ                 | DNQ                 | DNQ                 | DNQ                 | DNQ                 | DNQ                 | DNQ           | DNQ           | DNQ           | DNQ           | DNQ           | DNQ           | DNQ           | DNQ           |               |               |               |               |               |               |               |               |               |               |               |               |
| World Open                   | A                   | A                   | A                   | A                   | nie rozegrano       | nie rozegrano       | A             | A             | A             | A             | nie rozegrano | nie rozegrano | nie rozegrano | 1R            |               |               |               |               |               |               |               |               |               |               |               |               |
| Tour Championship            | nie rozegrano       | nie rozegrano       | nie rozegrano       | nie rozegrano       | nie rozegrano       | nie rozegrano       | nie rozegrano | nie rozegrano | DNQ           | DNQ           | DNQ           | DNQ           | DNQ           | DNQ           |               |               |               |               |               |               |               |               |               |               |               |               |
| World Championship           | A                   | A                   | A                   | A                   | LQ                  | A                   | A             | A             | A             | LQ            | A             | A             | LQ            | LQ            |               |               |               |               |               |               |               |               |               |               |               |               |
| Dawne turnieje rankingowe    |                     |                     |                     |                     |                     |                     |               |               |               |               |               |               |               |               |               |               |               |               |               |               |               |               |               |               |               |               |
| Wuxi Classic                 | nierankingowy       | nierankingowy       | A                   | A                   | 2R                  | nie rozegrano       | nie rozegrano | nie rozegrano | nie rozegrano | nie rozegrano | nie rozegrano | nie rozegrano | nie rozegrano | nie rozegrano | nie rozegrano | nie rozegrano | nie rozegrano | nie rozegrano | nie rozegrano | nie rozegrano | nie rozegrano | nie rozegrano | nie rozegrano | nie rozegrano | nie rozegrano |               |
| Australian Goldfields Open   | NH                  | A                   | A                   | LQ                  | LQ                  | LQ                  | nie rozegrano | nie rozegrano | nie rozegrano | nie rozegrano | nie rozegrano | nie rozegrano | nie rozegrano | nie rozegrano | nie rozegrano | nie rozegrano | nie rozegrano | nie rozegrano | nie rozegrano | nie rozegrano | nie rozegrano | nie rozegrano | nie rozegrano | nie rozegrano | nie rozegrano | nie rozegrano |
| Shanghai Masters             | A                   | A                   | A                   | A                   | LQ                  | A                   | A             | A             | nierankingowy | nierankingowy | nie rozegrano | nie rozegrano | nie rozegrano | NR            |               |               |               |               |               |               |               |               |               |               |               |               |
| Paul Hunter Classic          | Minor-Ranking Event | Minor-Ranking Event | Minor-Ranking Event | Minor-Ranking Event | Minor-Ranking Event | Minor-Ranking Event | 1R            | 3R            | 1R            | NR            | nie rozegrano | nie rozegrano | nie rozegrano | nie rozegrano |               |               |               |               |               |               |               |               |               |               |               |               |
| Indian Open                  | nie rozegrano       | nie rozegrano       | nie rozegrano       | A                   | LQ                  | NH                  | 1R            | A             | A             | nie rozegrano | nie rozegrano | nie rozegrano | nie rozegrano | nie rozegrano |               |               |               |               |               |               |               |               |               |               |               |               |
| China Open                   | A                   | A                   | A                   | A                   | LQ                  | LQ                  | A             | A             | A             | nie rozegrano | nie rozegrano | nie rozegrano | nie rozegrano | nie rozegrano |               |               |               |               |               |               |               |               |               |               |               |               |
| Riga Masters                 | nie rozegrano       | nie rozegrano       | nie rozegrano       | nie rozegrano       | MR                  | MR                  | LQ            | A             | A             | A             | nie rozegrano | nie rozegrano | nie rozegrano | nie rozegrano |               |               |               |               |               |               |               |               |               |               |               |               |
| WST Pro Series               | nie rozegrano       | nie rozegrano       | nie rozegrano       | nie rozegrano       | nie rozegrano       | nie rozegrano       | nie rozegrano | nie rozegrano | nie rozegrano | nie rozegrano | RR            | nie rozegrano | nie rozegrano | nie rozegrano |               |               |               |               |               |               |               |               |               |               |               |               |
| Gibraltar Open               | nie rozegrano       | nie rozegrano       | nie rozegrano       | nie rozegrano       | nie rozegrano       | MR                  | LQ            | 2R            | 4R            | LQ            | 1R            | A             | nie rozegrano | nie rozegrano |               |               |               |               |               |               |               |               |               |               |               |               |
| WST Classic                  | nie rozegrano       | nie rozegrano       | nie rozegrano       | nie rozegrano       | nie rozegrano       | nie rozegrano       | nie rozegrano | nie rozegrano | nie rozegrano | nie rozegrano | nie rozegrano | nie rozegrano | 1R            | NH            |               |               |               |               |               |               |               |               |               |               |               |               |
| Dawne turnieje nierankingowe |                     |                     |                     |                     |                     |                     |               |               |               |               |               |               |               |               |               |               |               |               |               |               |               |               |               |               |               |               |
| Six-red World Championship   | A                   | NH                  | A                   | A                   | A                   | A                   | A             | A             | A             | A             | nie rozegrano | nie rozegrano | LQ            | NH            |               |               |               |               |               |               |               |               |               |               |               |               |

1. 1 2 3 4 5 6 7 8 9 10 11  Był amatorem.
2. ↑  Nowi gracze w Tourze nie mają rankingu.

| Legenda tabeli wyników              | Legenda tabeli wyników       | Legenda tabeli wyników                     | Legenda tabeli wyników                                                              | Legenda tabeli wyników                     | Legenda tabeli wyników                     |
| ----------------------------------- | ---------------------------- | ------------------------------------------ | ----------------------------------------------------------------------------------- | ------------------------------------------ | ------------------------------------------ |
| LQ                                  | odpadnięcie w kwalifikacjach | #R                                         | odpadnięcie we wczesnej fazie turnieju (WR = runda dzikich kart, RR = faza grupowa) | QF                                         | przegrana w ćwierćfinale                   |
| SF                                  | przegrana w półfinale        | F                                          | przegrana w finale                                                                  | W                                          | zwycięstwo                                 |
| DNQ                                 | nie zakwalifikował/a się     | A                                          | nie brał/a udziału                                                                  | WD                                         | zrezygnował/a w trakcie turnieju           |
| Legenda oznaczeń w tabelach wyników |                              |                                            |                                                                                     |                                            |                                            |
| NH / Nie roz.                       | NH / Nie roz.                | Turniej nie odbył się.                     | Turniej nie odbył się.                                                              | Turniej nie odbył się.                     | Turniej nie odbył się.                     |
| NR / Nie-rank.                      | NR / Nie-rank.               | Turniej nie był zaliczany jako rankingowy. | Turniej nie był zaliczany jako rankingowy.                                          | Turniej nie był zaliczany jako rankingowy. | Turniej nie był zaliczany jako rankingowy. |
| R / Rank.                           | R / Rank.                    | Turniej był zaliczany jako rankingowy.     | Turniej był zaliczany jako rankingowy.                                              | Turniej był zaliczany jako rankingowy.     | Turniej był zaliczany jako rankingowy.     |
| MR / Minor-Rank.                    | MR / Minor-Rank.             | Turniej był zaliczany jako minor ranking.  | Turniej był zaliczany jako minor ranking.                                           | Turniej był zaliczany jako minor ranking.  | Turniej był zaliczany jako minor ranking.  |

## Finały w karierze

### Finały amatorskie: 3 (2-1)
| Rezultat  |    | Rok  | Turniej                             | Przeciwnik    | Wynik |
| --------- | -- | ---- | ----------------------------------- | ------------- | ----- |
| Finalista | 1. | 2019 | Challenge Tour – Turniej 1          | Cheung Ka Wai | 1–3   |
| Zwycięzca | 1. | 2019 | Challenge Tour – Turniej 6          | Ashley Hugill | 3–1   |
| Zwycięzca | 2. | 2021 | Mistrzostwa Europy w Snookerze EBSA | Iwan Kakowski | 5–4   |